# Abraxas (vírus de computador)
Abraxas, também conhecido como Abraxas5, descoberto em abril de 1993, é um vírus de computador encriptado que infeta ficheiros .COM e .EXE exceto o command.com.  Não é um vírus residente em memória. Devido a um erro de código no vírus, apenas o primeiro ficheiro EXE de qualquer diretório será infetado.
Os ficheiros infetados pelo Abraxas terão 1171 bytes adicionais. A data e hora do ficheiro infetado na listagem de diretório do disco terá a data e a hora da infeção.
Os textos seguintes poderão ser encontrados no código viral de todos os programas infetados:
"*.exe c:\dos\dosshell.com .. MS-DOS (c)1992"
"->>ABRAXAS-5<<--"
"...For he is not of this day"
"...Nor he of this mind"